# パプナ (ムフラニ公)
ムフラニ公パプナ（グルジア語: პაპუნა მუხრანბატონი、グルジア語ラテン翻字: Papua Mukhranbatoni、1651年 – 1717年2月）は、カルトリ王国のバグラティオニ王家の分家ムフラニ家のタヴァディ（貴族）である。ムフラニのバトニ（公）として、1692年から1696年まで、および1703年から1710年までの二度にわたり在位した。またカルトリ宮廷の宮内長官（ムサフルトゥフツェシ）を兼任し、内カルトリのサルダリ（司令官）にも任じられた。

## 生涯
パプナの父はコンスタンティネ1世、母はイメレティ王国東部の有力貴族グアナ・アバシゼの娘ダレジャン・アバシゼであった。パプナはカルトリ王ギオルギ11世の堂兄（父方のいとこ）であり、忠実な家臣として仕えた。ギオルギ11世の信頼は厚く、貴族ツィツィが殺害され、その遺領が幼い息子に与えられた際には、ギオルギ11世の命令によりパプナが後見人に任命されている。
1694年、パプナはアラグヴィ公ギオルギとともにギオルギ11世の軍を率い、エルツォ＝ティアネティでカヘティ王エレクレ1世の軍と対峙した。この戦いでパプナは敗北を喫したが、ギオルギ11世自身がティアネティに現れたことで、エレクレ1世との間で一時的に戦前の原状に復する合意が結ばれた。1696年、エレクレ1世はサファヴィー朝のカヘティ総督カルブ・アリ・ハーンが指揮するペルシア軍を使い、ギオルギ11世をイメレティに追放した。パプナやタマズ・オルベリアニなどのカルトリの主要な貴族たちは降伏し、サファヴィー朝政府によってケルマーンに投獄された。この投獄によりパプナは公位を喪失し、同年中にムフラニ家の傍系に属する甥のコンスタンティネ2世が新たにムフラニ公に任命された。その後、1700年頃にイエセ1世がムフラニ公となったとされる。
1703年にギオルギ11世がカルトリ王に復位すると、パプナら主要な貴族たちは捕虜から解放され、同年にムフラニ公に復位した。パプナは1710年にムフラニ公を退いたとされる。1717年に死去した。

## 家族
パプナはイメレティの貴族レヴァン・アバシゼの娘タマル（1704年没）と結婚し、息子レヴァンをもうけた。後のカルトリ王バカルが当時のムフラニ公エレクレ2世を捕らえて失明させた後、ムフラニの領地はこの息子レヴァンに与えられた。